# Camminer See
Der Camminer See ist ein See beim Ort Cammin im Landkreis Mecklenburgische Seenplatte. Am teilweise bewaldeten Nordwestufer liegt das Herrenhaus Cammin mit einem dazugehörigen Park. Der See hat eine Länge von etwa 1700 Metern und eine Breite von etwa 300 Metern.